# Huya (mythologie)
Pour les articles homonymes, voir Huya.
Huya (en wayuu Juyá, prononcé [huˈja]) est le dieu de la pluie du peuple wayuu du Venezuela et de la Colombie.
La planète mineure (38628) Huya porte son nom.